# Françoise Bertin
Françoise Marie Suzanne Bertin, född 23 september 1925 i Paris, död 26 oktober 2014 i Galan, Hautes-Pyrénées, var en fransk skådespelerska.

## Roller i urval
- 1961 – I fjol i Marienbad
- 1963 – Muriel
- 1964 – En kammarjungfrus dagbok
- 1966 – Kriget är slut
- 1974 – Kärleken bedrar
- 1976 – Calmos
- 1976 – Över hans döda kropp
- 1977 – Pepparmint soda
- 1997 – On connaît la chanson
- 1999 – Peau d'homme, cœur de bête
- 2002 – The Truth About Charlie
- 2006 – Berätta inte för någon
- 2007 – Tillsammans är man mindre ensam
- 2008 – En julberättelse
- 2012 – Les Adieux à la reine